# Paul von Airoldi

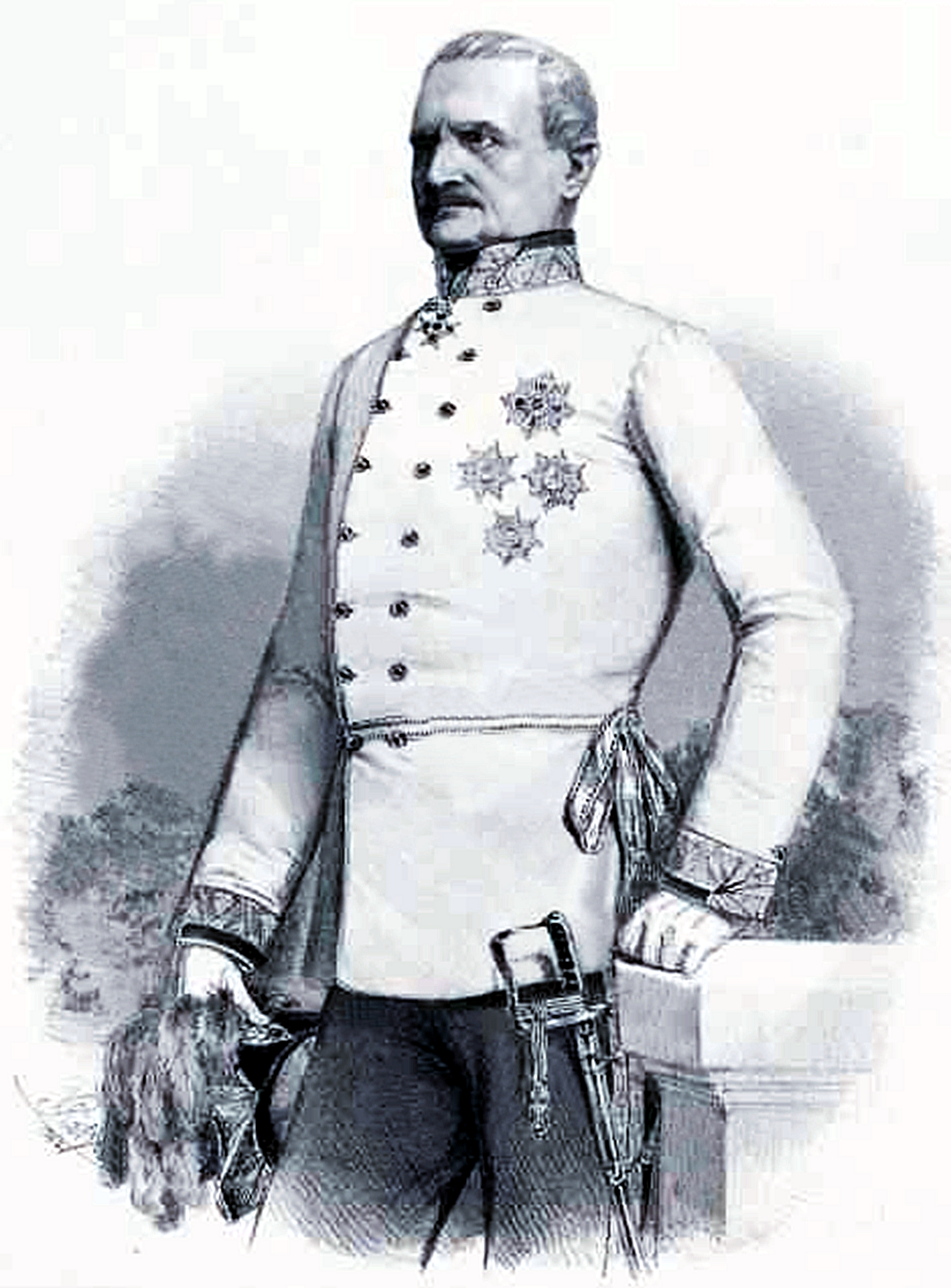
Paul Freiherr von Airoldi 1863

Paul Freiherr von Airoldi di Robbiate, auch Ajroldi, (* 20. Jänner 1793 in Mailand; † 3. Juli 1882 in Verona) war ein österreichischer Geheimer Rat, Obersthofmeister von Kaiser Ferdinand I., k. k. Feldzeugmeister und Inhaber des Linien-Infanterie-Regiments Nr. 23 italienischer Abstammung.

## Herkunft und Familie
Das Geschlecht der Ayroldis de Robiate ist eines der ältesten italienischen Adelsgeschlechtern, die bereits im zehnten Jahrhundert in Mailand beurkundet waren.
Der General war seit 1828 mit Felicitas Gräfin Mazzuchelli (Mazuchelly) (* 1804 in Boulogne-sur-Mer; † 23. Juni 1836 in Lonato) vermählt, die ihm zwei Söhne und eine Tochter, Paolina (* 27. März 1831 in Treviso), verheiratet seit 1862 mit Graf Ferdinando Galvani-Zenzani († 4. November 1886), schenkte. Alois (Luigi) (* 11. April 1829 in Graz; † 23. Juni 1882 in Lonato), der ältere Sohn, war seit dem 1. Mai 1858 mit Emilia Eberz (* 20. Mai 1836 in Wien) verehelicht. Das Paar hatte neun Kinder, drei Söhne und sechs Töchter. Hieronymus (* 1. September 1832 in Brescia; † 1900), der jüngere, vermählte sich am 26. November 1867 zu Wien mit Luisa Esterházy-Galantha (* 22. Dezember 1835 in Wien; † 12. April 1894). Dieser Verbindung entsprangen zwei Söhne.
Seine Mailänder Verwandten wurden 1816 in den österreichischen Grafenstand erhoben.

## Biographie

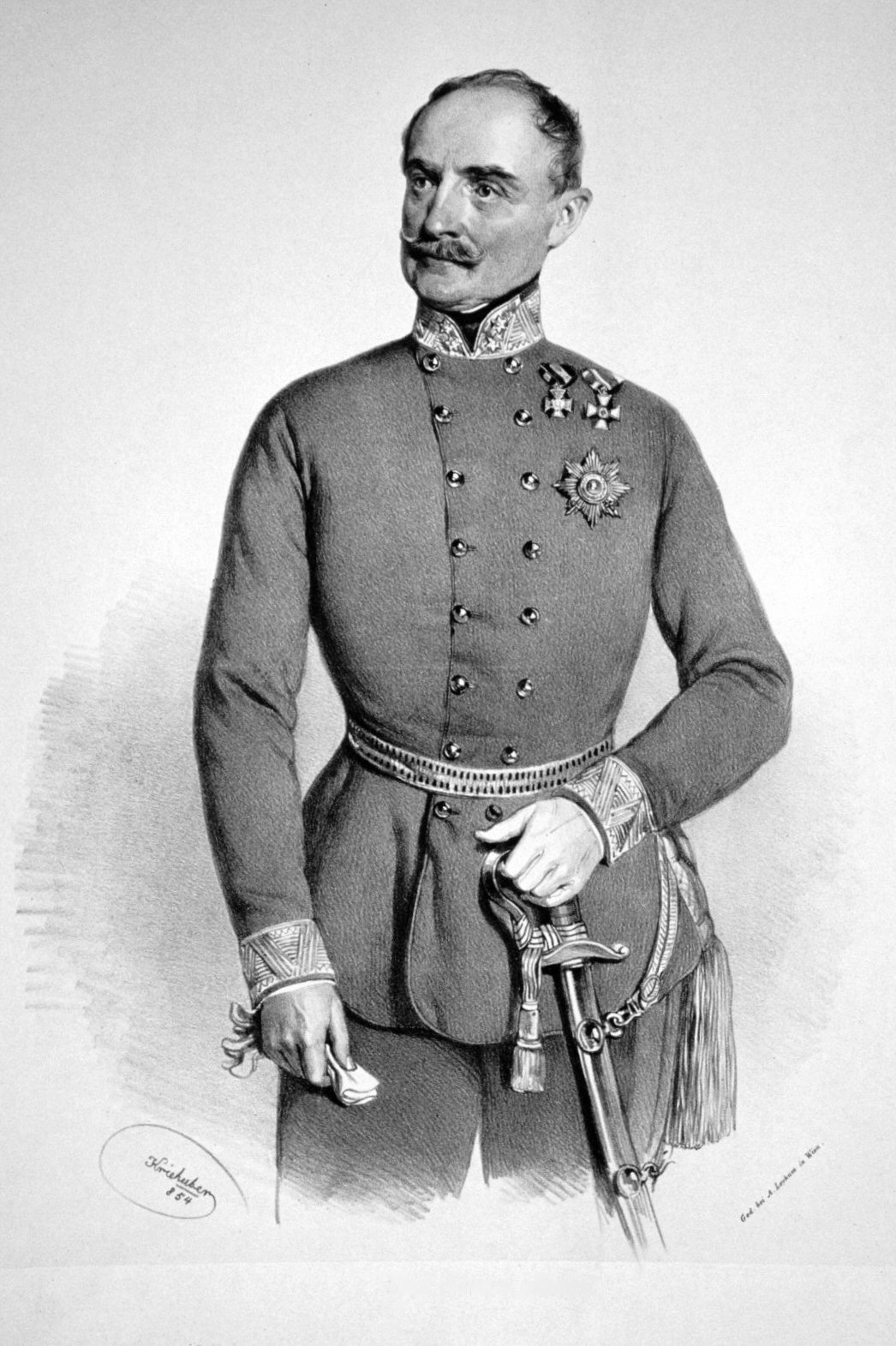
Paul Ritter von Airoldi 1854

Airoldi entstammte einer sehr alten Mailänder Familie, in den Beständen der Ambrosianischen Bibliothek sogar als langobardischen Ursprungs bezeichnet. Er trat von französischer in die österreichische Armee ein, wo er bei der venezianisch-lombardischen Leibgarde Verwendung fand und 1825 Hauptmann im Infanterieregiment Nr. 38 in Graz war. Er avancierte zum Major im selben Regiment (Haugwitz) am 1. Juli 1830.
Der Offizier rückte bereits 1837 zum Oberst und Kommandanten dieses 38. Lombardischen Linieninfanterieregiments in Brescia unter Eugen Graf von Haugwitz. Am 1. September 1839 wurde er zum Unterleutnant der kaiserlich lombardisch-venezianischen adeligen Leibgarde befördert. Er erhielt als solcher und k. k. Oberst den erbländisch-österreichischen Ritterstand am 7. November 1840 (Diplom vom 17. Dezember des Jahres).
Es erfolgte am 16. Juli 1841 seine Ernennung zum Generalmajor und am 1. Oktober 1842 die zum Oberleutnant besagter Garde.
Mit Rang vom 27. März 1848 avancierte Airoldi zum k. k. Feldmarschallleutnant sowie Divisionär und Militärkommandanten zu Linz. Seit 1850 war er Inhaber des Infanterieregiments Nr. 23. Von September 1851 bis Februar 1853 war er Kommandant des 3. Armeekorps mit zwei Divisionen und fünf Brigaden in Theresienstadt, danach Divisionär des 3. Armeekorps und Militärkommandant von Graz. Er wurde 1854 mit dem Komturkreuz des Österreichisch-kaiserlichen Leopold-Ordens dekoriert und infolgedessen noch am 19. Juni des gleichen Jahres in den erbländisch-österreichischen Freiherrnstand erhoben, 1855 wurde ihm sodann der alte lombardische Adel bestätigt.
Nach dem Militär-Schematismus des österreichischen Kaiserthums von 1858 diente Paul als Obersthofmeister von Kaiser Ferdinand I. Dieses Amt bekleidete er von 1858 bis 1870. In dieser Zeit wurde er mit dem Titel eines Geheimen Rates sowie bereits 1856 mit dem Großkreuz des königlich sächsischen Albrechts-Ordens, sodann dem Großkreuz des Großherzoglich Hessischen Philippsordens geehrt. Daneben erhielt er das Ritterkreuz II. Klasse des parmaischen Konstantinischen Georgsordens und das Großkreuz des Ordens des Adlers von Este.
Der Freiherr erhielt schließlich noch am 5. November 1864 den Titel eines Feldzeugmeister ad honores und trat in den Ruhestand.

## Wappen

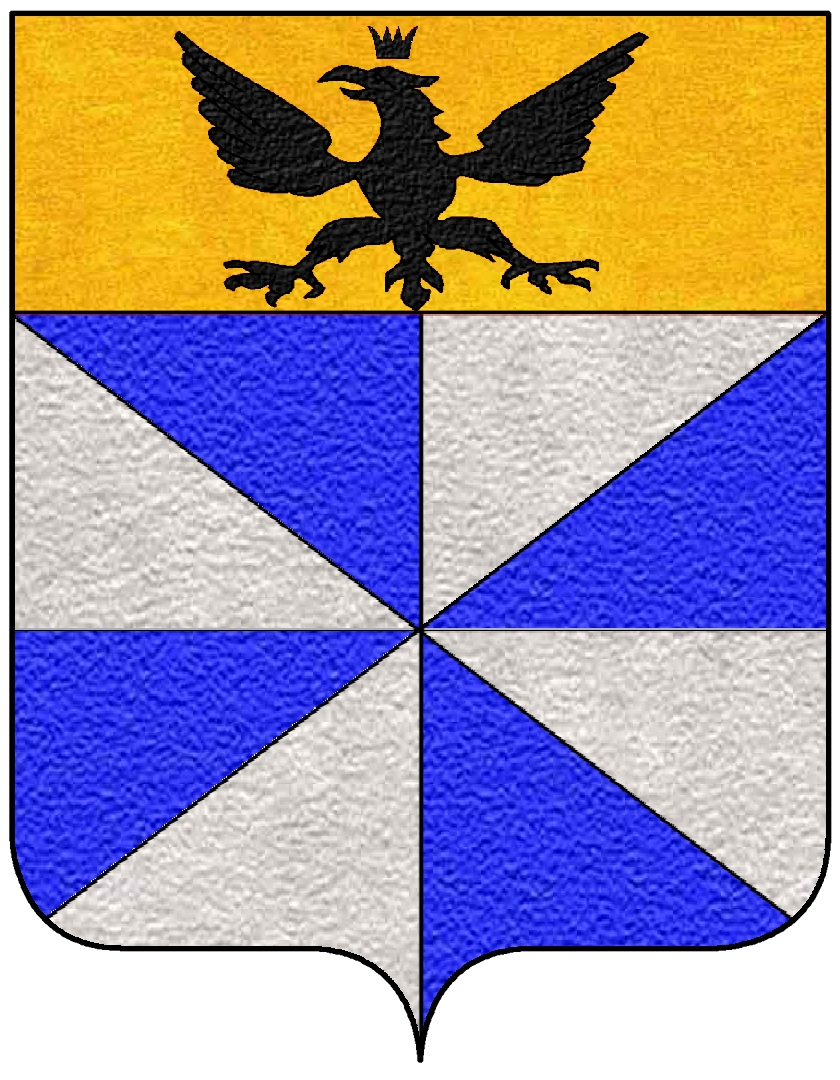
Stammwappen (italienisch) der Familie Airoldi di Robbiate

1854: Quadriert mit Mittelschild, darin auf blauem Hintergrund ein rechter, bewehrter Arm mit einem am Rand mit Gold verzierten silbernen Schwert. 1 und 4 in Gold ein rechtssehender schwarzer Adler mit ausgebreiteten Flügeln. 2 und 3 ein fächerförmig achtfach geteiltes Feld in Silber und Rot [im Gegensatz zum italienischen in Silber und Blau]. Drei gekrönte Helme: I. der rechte Arm mit der Schwertspitze nach rechts zeigend. II. Der Adler aus den Feldern 1 und 4. III. Der rechte Arm mit der Schwertspitze nach links zeigend.